# Leptomastix nigritegulae
Leptomastix nigritegulae är en stekelart som beskrevs av Girault 1915. Leptomastix nigritegulae ingår i släktet Leptomastix och familjen sköldlussteklar. Inga underarter finns listade i Catalogue of Life.